# August Kotzsch

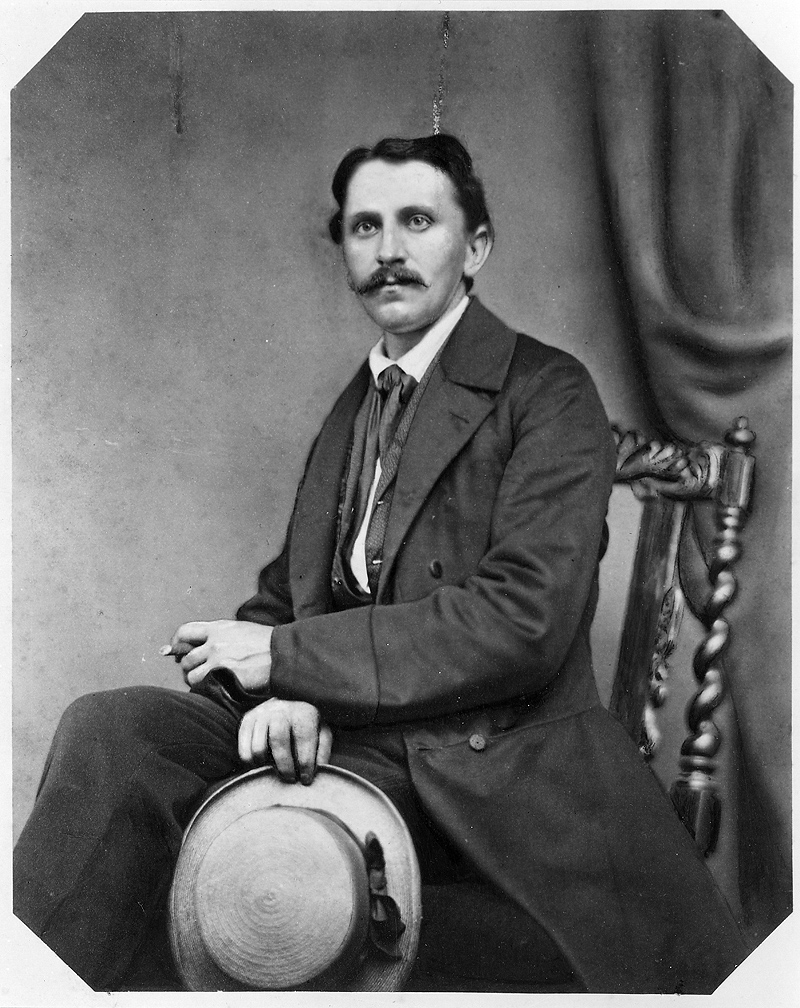
August Kotzsch (1860)

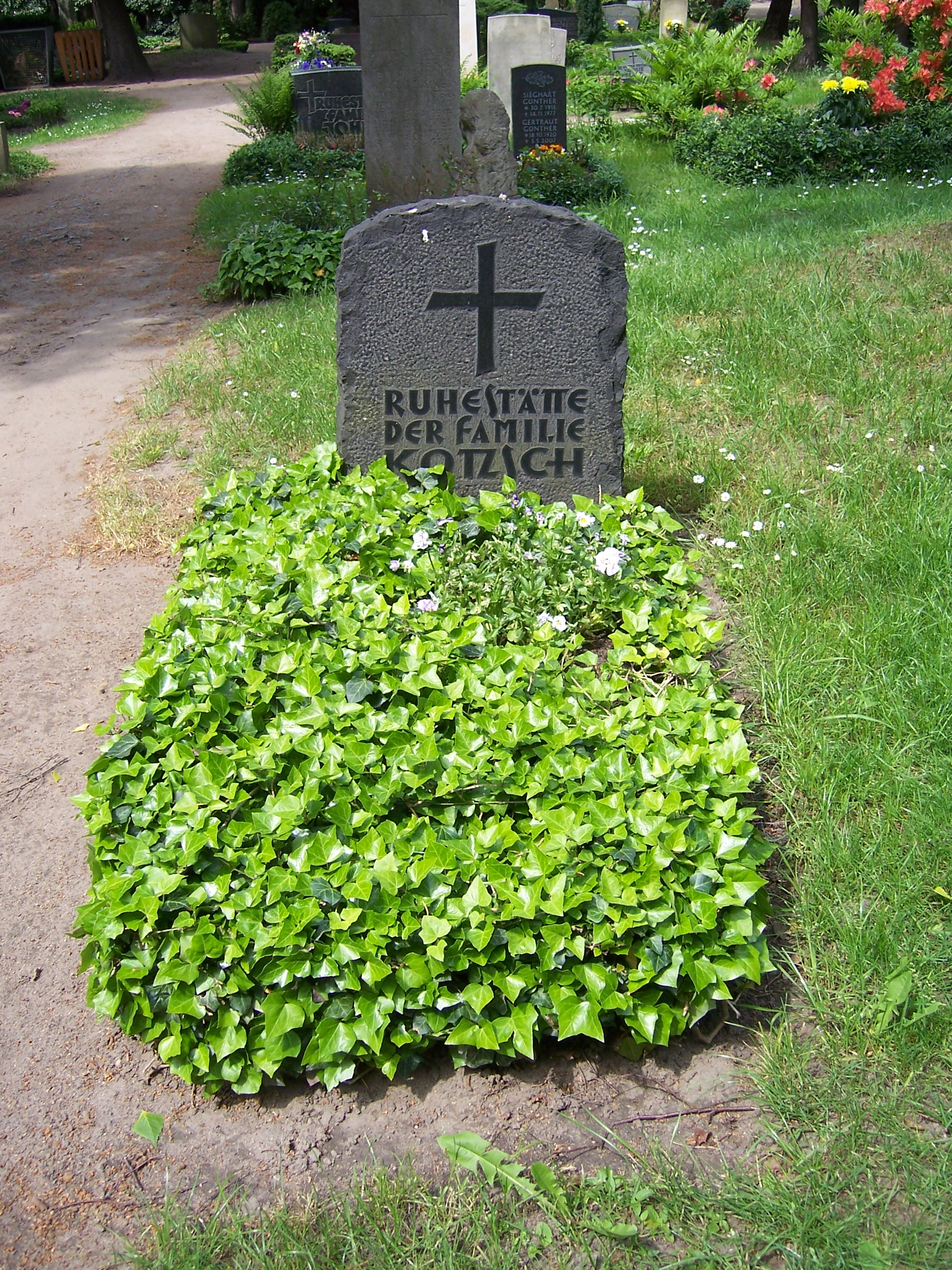
Grab von August Kotzsch auf dem Loschwitzer Friedhof

August Kotzsch (* 20. September 1836 in Loschwitz bei Dresden; † 23. Oktober 1910 ebenda) war ein deutscher Fotograf.

## Leben
Carl Friedrich August Kotzsch wurde 1836 als zweites Kind des Winzerehepaares Johann Gottfried und Johanna Christiane Kotzsch geboren. Der Entomologe und Naturalienhändler Hans Kotzsch war sein Enkel.
Die Familie besaß einen Weinberg, die Winterleithe, später Kotzschens Berg genannt wurde. Von 1842 bis 1850 besuchte Kotzsch in Loschwitz die Dorfschule und trat anschließend, ohne ein Handwerk zu erlernen, in den elterlichen Betrieb ein.
Außer aus dem Weinanbau erzielte die Familie auch Einkünfte durch das Vermieten von Zimmern an Sommergäste, etwa an Ludwig Richter, der sich 1852 bei seinem ersten Sommeraufenthalt in Loschwitz im Kotzsch-Haus eingemietet hatte, und der sich bis zu seinem Tod alljährlich in der Nachbarschaft einfand.
Kotzsch begann in dieser Zeit nach Zeichnungen und Holzschnitten Richters sowie nach der Natur zu zeichnen, davon haben sich 27 Zeichnungen sowie die Skizzenbücher erhalten. Der Wunsch nach einem Studium an der Kunstakademie blieb jedoch aus finanziellen Gründen unerfüllt. Um den Sohn als Miternährer für die Familie zu erhalten, kaufte ihn der Vater 1856 vom Militärdienst frei.
Um 1860 ergab sich für Kotzsch die Gelegenheit, dem Nachbarn August Niemann, Maler und Fotograf, gelegentlich bei der Herstellung fotografischer Aufnahmen zur Hand zu gehen und die fotografischen Techniken zu erlernen. Nach dem Tod Niemanns um 1861 kaufte Kotzsch dessen Ausrüstung und war seitdem, neben seiner Weinbauern-Tätigkeit, gewerblicher Fotograf in Loschwitz. Neben der umfassenden Dokumentation des elterlichen Weinberges waren es vor allem Naturstudien, mit denen sich der junge Fotograf befasste.
Im Jahr 1865 heiratete Kotzsch Sophie Fischer, die bereits im folgenden Jahr bei der Geburt des ersten Kindes starb. 1868 ehelichte er Ida Auguste Leinert in Muskau, mit der er fünf Kinder hatte. Nach dem Tod seines Vaters 1869 war er für die Versorgung der eigenen Familie sowie von Mutter und Schwester verantwortlich. Da Kotzsch der einzige Fotograf in Loschwitz und Umgebung war, erhielt sein Atelier eine gute wirtschaftliche Grundlage. Er machte teils im Auftrag, teils aus eigenem Antrieb Aufnahmen von besonderen Anlässen im Ort und befriedigte ab 1877 die Nachfrage nach Bildpostkarten.
Von Kotzschs fotografischer Ausrüstung hat sich kaum etwas erhalten. Wahrscheinlich ist, dass Kotzsch eine sogenannte Schiebekastenkamera verwendete, als Objektive kommen der Aplanat von Carl August von Steinheil und das Orthoskop von Petzval in Betracht. Ab Mitte der 1870er-Jahre fertigte er auch Stereoaufnahmen an. Kotzsch bevorzugte das nasse Kollodiumverfahren, bei dem die Glasplatten unmittelbar vor der Aufnahme mit Kollodium überzogen, noch nass belichtet und sofort entwickelt wurden. Bei Außenaufnahmen diente ein mitgeführter selbstgebauter zweirädriger Handwagen als Dunkelkammer. Zum Kopieren der Aufnahmen benutzte er Albuminpapier, das nach dem Trocknen auf Karton aufgezogen und von Kotzsch mit einem ovalen Prägestempel versehen wurde.
Nach 1895 machte Kotzsch nur noch gelegentlich Aufnahmen von Haus und Familie. Das Haus war mit der Zeit baufällig geworden, er ließ es 1905 abreißen und ein neues errichten (das jetzige Kotzsch-Haus). Im Alter von 74 Jahren starb August Kotzsch 1910 und wurde auf dem Loschwitzer Friedhof beigesetzt.

## Werk
August Kotzsch, der sich selbst „Photograph in Loschwitz bei Dresden“ nannte, wurde durch seine Ansichten der Landschaft um Loschwitz international bekannt. Kotzsch Motive waren dabei neben Alltagsszenen, lokalen Ereignissen, der Arbeit von Handwerkern und Bauern und Naturmotiven auch Porträts von prominenten Besuchern.
In einer von ihm angelegten Werkliste befinden sich 550 Motive, die er selbst als künstlerisch wertvoll einstufte. Das waren vor allem Studienblätter, in denen er seinen freien Gestaltungswillen und seine eigene künstlerische Auffassung umsetzte.
Sein Werk genoss seit Mitte der 1880er-Jahre infolge wichtiger Ausstellungen auch internationales Ansehen. Anlässlich der Weltausstellung in Wien 1873 erhielt er eine Verdienstmedaille. Er nahm 1875 an der Industrieausstellung in Dresden teil und erhielt dort 1879 einen ersten Preis und das Ehrendiplom.

## August-Kotzsch-Bestand der Deutschen Fotothek
Der August-Kotzsch-Bestand der Deutschen Fotothek beinhaltet Motive der Loschwitzer Umgebung aus den Jahren 1861 bis 1894.
Neben dem Kernbestand von 29 Glasplatten im Format 18 × 24 cm (SLUB/DF 95596–95624), der laut Zugangsbuch im Juli 1953 in die Fotothek gelangte, befinden sich weitere vier Glasnegative (SLUB/DF 121432–121435) in der Sammlung, die mit Datum März 1953 im Zugangsbuch aufgeführt sind, sowie eine Platte (SLUB/DF 95087), die schon 1935 als Geschenk von Kotzschs Sohn Otto in den Bestand aufgenommen werden konnte.
Ebenfalls mit Zugangsdatum Juli 1953 ist ein Konvolut von 50 Glasplatten im Format 9 × 12 cm (SLUB/DF 82702–82752) vermerkt. Bei 30 dieser Negative handelt es sich um Aufnahmen von Otto Kotzsch, die übrigen 20 sind Reproduktionen nach August Kotzsch, die vermutlich von Otto Kotzsch angefertigt worden sind.
Des Weiteren besitzt die Fotothek 18 Reproduktionen von Walter Möbius, die 1934 (SLUB/DF 20939) und 1937 (SLUB/DF 54989–55005) von originalen Positiven damals nicht spezifizierter Herkunft angefertigt worden sind. Weitere 20 Reproduktionen jüngeren Datums nach Originalen aus dem Kupferstichkabinett Dresden, dem Stadtarchiv und dem Sächsischen Hauptstaatsarchiv Dresden sowie aus Privatsammlungen runden den Kotzsch-Bestand der Deutschen Fotothek dokumentarisch ab.
Insgesamt haben sich rund 700 Motive aus dem Werk von August Kotzsch erhalten: Viele befinden sich in Familienbesitz, vor allem bei Kotzschs Urenkel Volkmar Herre, sowie in verschiedenen Privatsammlungen im Raum Dresden. Im Stadtmuseum Dresden werden 48 Originalplatten sowie 102 Originalabzüge verwahrt. Elf Originalabzüge befinden sich im Kupferstichkabinett Dresden, fünf in der Graphischen Sammlung der Staatsgalerie Stuttgart, vier Originalplatten und 23 Reproduktionen, die nach 1920 von Kotzschs Sohn Hermann nach Originalen des Vaters angefertigt worden sind, im Hauptstaatsarchiv Dresden.